# James MacKay (Politiker)
James Armstrong MacKay (* 25. Juni 1919 in Fairfield, Alabama; † 2. Juli 2004 in Chattanooga, Tennessee) war ein US-amerikanischer Politiker. Zwischen 1965 und 1967 vertrat er den Bundesstaat Georgia im US-Repräsentantenhaus.

## Werdegang
James MacKay besuchte die öffentlichen Schulen seiner Heimat und studierte danach bis 1940 an der Emory University in Atlanta sowie bis 1941 an der Duke University. Während des Zweiten Weltkrieges war er von 1941 bis 1945 Mitglied der Reserve der Küstenwache. Nach einem anschließenden Jurastudium an der Emory University und seiner im Jahr 1947 erfolgten Zulassung als Rechtsanwalt begann er in diesem Beruf zu arbeiten. Später wurde er Kurator der Emory University. Politisch war MacKay Mitglied der Demokratischen Partei. In den Jahren 1951 und 1952 sowie nochmals von 1955 bis 1964 saß er als Abgeordneter im Repräsentantenhaus von Georgia. Diese Zeit war von den Ereignissen der Bürgerrechtsbewegung, die MacKay unterstützte, geprägt. Er setzte sich außerdem für den Umweltschutz ein.
Bei den Kongresswahlen des Jahres 1964 wurde MacKay im vierten Wahlbezirk von Georgia in das US-Repräsentantenhaus in Washington, D.C. gewählt, wo er am 3. Januar 1965 die Nachfolge von John James Flynt antrat. Da er bei den Wahlen des Jahres 1966 gegen Benjamin B. Blackburn von der Republikanischen Partei verlor, konnte er bis zum 3. Januar 1967 nur eine Legislaturperiode im Kongress absolvieren. Diese war von den Ereignissen des Vietnamkrieges und der Bürgerrechtsbewegung bestimmt.
Nach seinem Ausscheiden aus dem US-Repräsentantenhaus arbeitete James MacKay wieder als Anwalt. Er setzte sich auch weiterhin für den Umweltschutz ein und starb am 2. Juli 2004 in Chattanooga. Er war zweimal verheiratet und hatte aus erster Ehe einen bereits vor ihm verstorbenen Sohn sowie aus zweiter Ehe eine Tochter.